# محسن مهرعلیزاده در انتخابات ریاست‌جمهوری ایران (۱۴۰۰)
محسن مهرعلیزاده برای سیزدهمین انتخابات ریاست‌جمهوری ایران در تاریخ ۴ خرداد ۱۴۰۰ از سوی شورای نگهبان جهت ورود به انتخابات ریاست جمهوری تأیید صلاحیت شد.
در ۲۶ خرداد ۱۴۰۰، در فاصله دو روز مانده به انتخابات، محسن مهرعلیزاده در نامه ای به وزیر کشور، از ادامه حضور در رقابت‌های انتخاباتی ۱۴۰۰ انصراف داد.

## کاندیداتوری
نام‌نویسی
محسن مهرعلیزاده در تاریخ ۲۳ اردیبهشت ماه ۱۴۰۰ با حضور در وزارت کشور در انتخابات ریاست جمهوری ثبت نام کرد.
تأیید صلاحیت
در ۴ خرداد ۱۴۰۰ ستاد انتخابات طی بیانیه‌ای نتایج بررسی صلاحیت کاندیداهای انتخابات ریاست جمهوری را اعلام کرد و محسن مهرعلیزاده و ۶ کاندیدای دیگر تأیید صلاحیت شدند.

## پیشینه و دیدگاه‌ها
محسن مهرعلیزاده در دولت هشتم، معاونت سید محمد خاتمی و ریاست سازمان تربیت بدنی را عهده‌دار بود. او ضمن تأکید بر آنکه دولت وی، دولت سوم خاتمی خواهد بود، گفت:
دولت سوم خاتمی دولتی نیست که خاتمی رئیس‌جمهور آن باشد، بلکه یک مشی سیاسی اصلاح طلبی است نه یک کار فردی.
وی شعار خود را دولت تحول و عدالت خواند و در مستند تبلیغاتی خود دولت خود را دولت زندگی معرفی نمود.

## انصراف
محسن مهرعلیزاده در ۲۶ خرداد ماه در نامه ای به وزیر کشور از عدم امتداد حضور در رقابت‌های انتخاباتی سخن گفت و به نفع عبدالناصر همتی کناره‌گیری کرد.سید محمد خاتمی، سید عبدالواحد موسوی لاری و سید هادی خامنه‌ای در پیام‌هایی جداگانه از اقدام او تشکر کردند.

## مناظره‌ها

### مناظره اول: اقتصادی

#### شش کلاس سواد
در مناظره اول که به محوریت موضوع اقتصاد در روز شنبه ۱۵ خرداد ۱۴۰۰ ساعت ۱۷ آغاز شد، محسن مهرعلیزاده، ضمن تأکید بر عدم کفایت علمی سید ابراهیم رییسی برای مقام ریاست جمهوری، خطاب به او گفت:
آقای رییسی آیا حاضرید به یک مؤمن بدون گواهینامه خانواده خود را درجاده چالوس بسپارید. شما با شش کلاس سواد با وجوداحترام به دروس حوزوی شما، چگونه می‌خواهید کشور را اداره کنید.

#### سندرم پست بی‌قرار
در نخستین دور مناظرات انتخاباتی بین نامزدها که در ۱۵ خرداد برگزار شد، محسن مهرعلیزاده خطاب به رئیسی گفت که مردم می‌گویند که او به سندرم پست بی‌قرار شدید مبتلاست و در هیچ پستی بیش از چند ماه باقی نمی‌ماند. مسئله باقی ماندن او در مقام رئیس قوه قضاییه با وجود شرکت در انتخابات نیز چالش دیگر مناظره بود. رئیسی هیچ توضیحی در این زمینه نداد و مدعی شد که آمدنش خواست عموم مردم بوده و از مهرعلیزاده پرسید: «چرا از اقبال مردم به من ناراحتید؟»

### مناظره دوم: فرهنگی، اجتماعی و سیاسی

#### انتقاد مجدد از مدرک تحصیلی رییسی
در مناظره دوم که به محوریت موضوع فرهنگی، اجتماعی و سیاسی در روز سه شنبه ۱۸ خرداد ۱۴۰۰ ساعت ۱۷ آغاز شد، محسن مهرعلیزاده، ضمن تأکید مجدد بر شش کلاس سواد کلاسیک رییسی، خطاب به او گفت:
من چون مهندس هستم همه چیز را با دقت در حد میلیمتر می‌بینم نسبت به جد آقای رئیسی احترام قائل هستم. من گفتم آقای رئیسی شش کلاس کلاسیک خوانده‌است، طبق قوانین رئیسی مدرکش را معادل سازی کرده‌است. در امور اقتصادی اصولاً رویه کلاسیک برای رشد علمی وجود دارد اقتصاد یک علم است، یک فرد باید تا دکتری خوانده باشد تا یک لمس از امور اقتصادی داشته باشد. 